# Salvator rufescens
El lagarto colorado, teju colorado o peni (Salvator rufescens), es una especie de lagarto de la familia Teiidae. Se distribuye por el centro de Argentina, Sureste de Bolivia y Noroeste de Paraguay.

## Descripción
Presenta un cuerpo cilíndrico, robusto, su cola larga y robusta. El largo entre el rostro y el ano (no largo total) es de 30 cm en machos adultos, las hembras son algo menores. El macho puede llegar a pesar más de 10 kg. Dorso color marrón avellano, con puntos más claros, vientre rojizo. Puede ser confundido con Salvator merianae, del cual se distingue por su coloración dorsal rojiza, (con brarras transversales negras en S. merianae) y por poseer menos de 20 poros preanales y femorales (en general hay más de 25 en S. merianae).

## Hábitat
El hábitat son las zonas de bosques chaqueños y arbustivos, pastizales de sabanas, y claros de bosques. 

## Alimentación
La dieta es variada, incluye vertebrados y artrópodos, partes de vegetales.

## Reproducción
La reproducción es estacional, la nidada tiene una media de 21 huevos aproximadamente. 

## Crecimiento
La madurez sexual la alcanzan al tercer año de vida, cuando tiene un largo de 30 cm de hocico al ano.

## Comportamiento
Es una especie diurna, heliófila activa durante todo el día. Pasa la mayor parte del tiempo localizando presas, con el auxilio de su lengua, comprimida y bífida. La temperatura corporal de los individuos es de aproximadamente 38 °C. Cuando se siente amenazada, se queda inmóvil, calmándose en el ambiente, suele abrir la boca, emitiendo un silbido, para intentar intimidar al agresor.